# FAST (полигон)
FAST (англ. Facility for Accelerated Service Testing) — железнодорожный испытательный полигон в Пуэбло (штат Колорадо, США), в настоящее время принадлежит компании Transportation Technology Center. Открыт в 1976 году, изначально относился к  Министерству транспорта США. 
Стал первым в стране испытательным кольцевым полигоном, снабженным специальными измерительными средствами. С 1985 года разделён на два кольца: HTL и WRM.

## Технические особенности
FAST состоит из нескольких путей:
1. High Tonnage Loop (HTL, 2,7 мили[3])
2. Wheel Rail Mechanism (WRM, 3,5 мили)
3. Railroad Test Track (RTT, 13,5 миль)
4. Transit Test Track (TTT, 9,1 мили)
5. Impact Track (0,75 мили, линейный участок)
6. Precision Test Track (PTT, 6,2 мили)
7. Train Dynamics Track (TDT).

До открытия в качестве железнодорожного полигона использовался с 1969—1971 гг. Министерством транспорта США под названием High Speed Ground Test Center (HSGTC) для испытаний поездов на воздушной подушке (проект TACV). До октября 1975 года здесь существовал 4-й испытательный путь длиной 1,5 мили для UTACV Aérotrain (скорости до 145 миль в час из-за ограничений пути).

## Режим работы
Испытания проходят пять дней в неделю. Днём также проводится техническое обслуживание. Ночью, на протяжении 10 часов поезд проходит по кольцу 120 раз. В первый день поезд идет по часовой стрелке, во второй день против часовой стрелки, на третий день поезд разворачивается в поворотном треугольнике. В четвертый день переставляется локомотив.